# Vértessomló
Vértessomló is een plaats (község) en gemeente in het Hongaarse district Tatabánya (comitaat Komárom-Esztergom). Vértessomló telt 1336 inwoners (2001).